# Arm Holdings

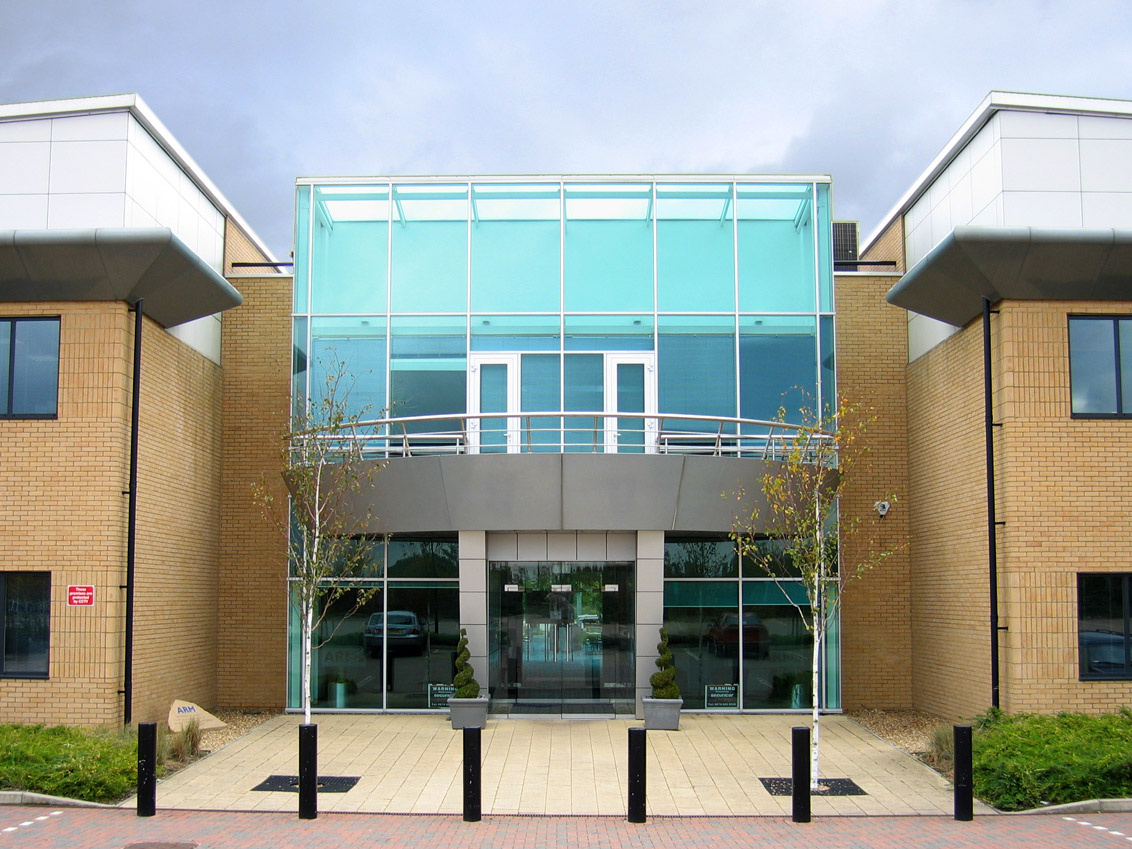
Entrada da sede da ARM em Cherry Hinton, Cambridge, Inglaterra.

Arm Holdings (abreviado Arm) é uma empresa de tecnologia britânica, fundada em 1990, conhecida para o desenvolvimento de microprocessadores, também projeta, licencia e vende ferramentas de desenvolvimento de software sob as marcas RealView, Keil e sistemas embarcados. As ações da empresa são negociadas na Bolsa de Valores de Londres e na NASDAQ. É provavelmente a empresa mais conhecida da área britânica Silicon Fen/Cambridge Cluster.
Em 13 de dezembro de 2020, a Nvidia anunciou que compraria Arm da SoftBank por US$ 40 bilhões, e o último reteria uma participação de 10%.

## História
A empresa foi fundada como uma joint-venture entre a Acorn Computers, Apple Computer e VLSI Technology (como Advanced RISC Machines), com a intenção de aprimorar o desenvolvimento do microprocessador RISC Acorn RISC Machine, o qual seria originalmente usado no Acorn Archimedes e atualmente é o núcleo de processamento de muitos circuitos ASIC. A empresa expandiu-se e possui vários escritórios e centros de desenvolvimento em todo o mundo, incluindo Sunnyvale, Califórnia; Austin, Texas; Olympia; Trondheim, Noruega; Sophia Antipolis, França; Munique, Alemanha; Leuven, Bélgica; Taiwan; Yokohama, Japão; China; e Índia. A companhia é considerada uma das empresas dominantes no mercado de CIs para telefonia móvel.